# Antonio Turra
Antonio Turra  (Vicenza, 25 de março de 1730 — Vicenza, 6 de setembro de 1796) foi um médico e botânico italiano.

## Vida
Antonio nasceu em Vicenza, mas estudou medicina na Universidade de Pádua. Sua esposa veneziana, Elisabetta Caminer, publicou entradas biográficas em uma enciclopédia contemporânea. Antonio montou uma gráfica em 1780 em Vicenza. A maioria das publicações de Antonio eram tratados botânicos. Ele foi homenageado com participações em sociedades científicas em toda a Itália e Europa.

## Publicações
- Catalogous plantarum horti Corneliani methodo sexuali dispositus anno MDCCLXXI, atque ab Antonio Turra elaboratus
- Vegetabilia Italiae indígena, methodo linneiano disposita
- Florae italicae prodromus, catálogo de cerca de 1700 espécies italianas, classificadas sempre segundo o método de Linnaeus, ao qual acrescentou o suplemento Insecta vicentina.
- De' modi di procurare la moltiplicazione de' bestiami.